# Zámecký pivovar Slezská Ostrava
Zámecký pivovar Slezská Ostrava stával v areálu Slezskoostravského hradu ve Slezské Ostravě, místní části Ostravy.

## Historie
Počátky Slezskoostravského hradu sahají až do 13. století, kdy opolský kníže nechal v místech u soutoku Ostravice s Lučinou k ochraně hranice Opolska vystavět hrad. Po rozdělení Opolského knížectví a sňatku Václava III. s Violou Těšínskou roku 1327 ztratil hrad svoji funkci. V první polovině 16. století pak došlo k přestavbě nevyhovujícího středověkého hradiště na zámek.
Přesná doba vzniku pivovaru není známa, nicméně určitě k tomu muselo dojít před rokem 1723, ze kterého podle Milana Starce pochází první věrohodná zmínka o výrobě piva v zámeckém areálu. V 19. století přestala šlechta zámek obývat a ten tak sloužil jako kanceláře, byty a pivovar. O nalezení polohy pivovaru v rámci areálu se pokusil již zmiňovaný Milan Starec, jenž jej umístil spolu se sladovnou do severozápadní části. Sladovna se nacházela hned vedle současného vstupu a vedle ní pak ve frontě hospodářských budov stála budova pivovaru. V roce 2010 byl na jeho místě postaven nový objekt.
V listopadu 1872 pivovar vyhořel následně došlo k jeho přesunutí do tzv. Harendy. Na konci 19. století docházelo k častému střídání nájemců, což pivovaru vůbec nepomáhalo. Roku 1885 si jej pronajal Markus Strassman, jenž provozoval nedaleký Měšťanský pivovar v Moravské Ostravě, a zámecký pivovar nechal uzavřít. V 80. letech 20. století vinou poddolování areál poklesl a chátrající budovy byl zbořeny.